# Der Verräter (1995)
Der Verräter ist ein deutsches Jugenddrama von Diethard Klante aus dem Jahr 1995.

## Handlung
Der labile 18-jährige Paul Simonischek lebt mit seiner Mutter Christel orientierungs- und schutzsuchend in einer Kleinstadt in Thüringen. Doch seine Mutter nimmt sich nur wenig Zeit für ihn. Paul zieht deshalb durch die Häuser und wird ungewollt Zeuge, wie ein bosnischer Asylbewerber von einer Gruppe Jugendlicher zu Tode geprügelt wird. Er sucht Anschluss zu dem beschuldigten rechtsradikalen Anführer Steffen und dessen Freunden. Aus Angst und dem zwanghaften Suchen nach Anerkennung verschweigt er  vor Gericht, dass Steffen und seine Leute den Asylbewerber totgetreten haben. Er wird in die Clique aufgenommen und gerät in die Neonazi-Szene. Paul fühlt sich erstmals akzeptiert und anerkannt. Dies ändert sich, als sich seine Mutter in den westdeutschen Polizisten Hans Lauscha verliebt. Steffen und seine Freunde sehen jetzt in Paul einen potentiellen Verräter.

## Hintergrund
Der Verräter wurde 1994 in Arnstadt bei Thüringen gedreht und von der Berliner Spiele GmbH & Co.KG Film- und Fernsehproduktion produziert.

## Kritik
Die Kritiker der Fernsehzeitschrift TV Spielfilm zeigten mit dem Daumen nach oben, vergaben für Anspruch und Action je einen, für die Spannung zwei von drei möglichen Punkten und gaben zur Begründung: „Solide inszeniertes, aufrichtiges Jugenddrama“.